# Achila Pečerský
Svatý Achila Pečerský byl monach a hierodiakon Kyjevskopečerské lávry žijící v 15. století.
V současné době máme jen málo informací o jeho životě. Z jeho náhrobků víme, že byl diákonem chrámu Nanebevstoupení Páně Kyjevskopečerské lávry. Vyznačoval se zvláštním způsobem stravování. Během týdne jedl jen jednu prosforu a trochu zeleniny.[zdroj?]
Monach Atanasij (Kalnofojskyj) jej uvádí mezi mnichy Dálných jeskyní.
Jako místní světec začal být uctíván na konci 17. století. Celocírkevní uctívání bylo povoleno Nejsvětějším synodem v druhé polovině 18. století.
Jeho svátek je připomínán 17. ledna (4. ledna – juliánský kalendář).